# 조음전기
조음전기(潮音战纪)는 2018년 7월 12일부터 8월 13일까지 중국의 플랫폼 텐센트에서 방영된 음악 리얼리티 웹예능이다.

## 프로그램 설명
아이돌팀 경영 리얼리티쇼로 10명의 아이돌이 출연해 2명씩 팀을 이루어 5팀을 이룬다. 10명이 각각 트렌드 음악 우상이라는 마크를 달고 나와 중국 청소년에게 많은 호응을 얻었다. 이 팀은 고정되지 않고 바뀌는데 할 때마다 미션이 각각 다르다. 미션마다 파트너를 이뤄서 색다른 음악을 선보이고 개인배틀도 진행되어 출연진 개개인의 매력을 볼 수 있다. 투표를 통해 서바이벌이 진행되기 때문에 적지 않은 인기를 얻었고 대한민국의 유명 아이돌도 출연해 대한민국에서도 시청자가 있었다. 또한 서바이벌 무대를 펼치는 모습만 보여주는 것이 아니라 숙소생활, 비하인드 등의 영상도 도중에 함께 방송된다.

## 서바이벌 방법
매번 투표수로 방출이 결정된다. 투표는 중국의 SNS인 웨이보에서 진행된다. 웨이보에서 득표 수가 1등인 가수는 프로그램 맨 마지막에 스페셜 영상이 공개된다. 또한 투표 순위가 높을수록 무대 순서 선택 우선권이 주어진다. 마지막회는 3인이 진출해서 생방송으로 투표가 진행되었다.

## 출연진
세븐틴의 준과 디에잇, 펜타곤의 옌안, 사무엘 등 대한민국에서 활동하는 유명 아이돌과, 빅터, 우자청, 에릭, 조전난, 푸롱페이, 장징하오 등 총 10명이 출연하였지만, 추후 2명이 하차하고 2명이 들어왔다. 최종 우승은 사무엘과 조전난이 차지하였다.